# Wilton Sampaio
Wilton Pereira Sampaio (* 25. prosince 1981, Teresina de Goiás, Goiás, Brazílie) je brazilský fotbalový rozhodčí.

## Kariéra
Sampaio debutoval v brazilské nejvyšší soutěži Série A na konci sezony 2007, kdy pískal zápas mezi kluby América a Botafogo. Od té doby soudcoval více než 216 (ke květnu 2022) zápasů. K vrcholům jeho kariéry patří finále brazilského Superpoháru 2020 a finále Mistrovství státu Goiás 2021.
Od roku 2013 je Sampaio na seznamu FIFA, což mu umožňuje řídit mezinárodní zápasy. Na mezinárodní scéně debutoval v srpnu 2013 v zápase druhého kola Copa Sudamericana mezi Portuguesou a EC Bahia – paradoxně v zápase dvou brazilských týmů. V roce 2016 řídil první zápas Recopa Sudamericana (srovnatelný se Superpohárem UEFA) mezi Independiente Santa Fe a River Plate. V roce 2019 byl také oceněn jako nejlepší rozhodčí v Sérii A cenou Prêmio Craque do Brasileirão.
Ve stejném roce byl Sampaio poprvé nominován na mezinárodní turnaj národních týmů; soudcoval zápas skupinové fáze na Copa América 2016. Na Copa América pískal i v letech 2019 a 2021, v obou případech jeden zápas skupinové fáze a jedno čtvrtfinále. Na Mistrovství světa klubů FIFA 2018 zastupoval rozhodčí Jihoamerické fotbalové federace a představil se v jednom semifinále.
Na Mistrovství světa ve fotbale 2018 v Rusku působil Sampaio celkem v osmi zápasech jako videoasistent.
Na konci roku 2021 byl povolán FIFou na Arabský pohár FIFA – oficiální přípravný turnaj na Mistrovství světa 2022 v Kataru. Odpískal zde tři utkání (včetně čtvrtfinále).

## Soudcovaná utkání v Arabském poháru FIFA 2021 a MS 2022

### Arabský pohár FIFA
| Fáze        | Datum             | Místo konání | Tým 1  | Skóre            | Tým 2      |
| ----------- | ----------------- | ------------ | ------ | ---------------- | ---------- |
| Skupina     | 3. prosince 2021  | Al Raján     | Omán   | 1:2              | Katar      |
| Skupina     | 6. prosince 2021  | Al Wakrah    | Sýrie  | 1:2              | Mauritánie |
| Čtvrtfinále | 11. prosince 2021 | Dauhá        | Maroko | 1:1 (3:po. pen.) | Džibutsko  |

### Mistrovství světa
| Fáze               | Datum              | Tým 1   | Skóre | Tým 2          |         |   |
| ------------------ | ------------------ | ------- | ----- | -------------- | ------- | - |
| Základní skupina A | 21. listopadu 2022 | Senegal | 0 : 2 | Nizozemsko     | 3 (2+1) | 0 |
| Základní skupina C | 26. listopadu 2022 | Polsko  | 2 : 0 | Saúdská Arábie | 5 (3+2) | 0 |